# جون سبيت
جون سبيت (بالإنجليزية: John Sibbit)‏ مواليد 3 أبريل 1895 في مانشستر - الوفاة 5 أغسطس 1950، كان دراج إنجليزي. سبق أن شارك في دورة الألعاب الأولمبية الصيفية وفاز بميدالية أولمبية.

## الميداليات
| الميدالية | المسابقة                       |
| --------- | ------------------------------ |
| فضية      | الألعاب الأولمبية الصيفية 1928 |

## روابط خارجية
- جون سبيت على موقع أرشيف الدراجات (الإنجليزية)
- جون سبيت على موقع أوليمبيديا (الإنجليزية)
- profile